# Grądy Węgorzewskie
Grdy Węgorzewskie [ˈɡrɔndɨ vɛnɡɔˈʐɛfskʲɛ] (tiếng Đức: Gronden) là một ngôi làng thuộc khu hành chính của Gmina Budry, thuộc hạt Węgorzewo, Warmińsko-Mazurskie, ở phía bắc Ba Lan, gần biên giới với tỉnh Kaliningrad của Nga.
Trước năm 1945, khu vực này là một phần của Đức (Đông Phổ).